# 515-й винищувальний авіаполк (СРСР)
515-й винищувальний авіаційний полк (рос. 515-й истребительный авиационный полк) — полк, що діяв у складі ВПС СРСР за часів Другої світової війни.

## Історія
Був створений 6 червня 1941 року як 12-й авіаційний полк винищувачів, на озброєнні винищувачі І-16 і І-153.
На фронті з 5 липня 1941 року. 28 липня 1941 року через великі втрати полетів у тил. На той момент пілоти звітували про 15 збитих літаків противника.
На аеродромі Багай-Баранівка, Саратовська область, переформований в 515-й винищувальний авіаційний полк (з 20 вересня 1941 р.). Переозброєний на винищувачі Як-1.
З 1 жовтня 1941 року полк на Волховському фронті, льотчики брали участь у Тихвинській оборонній та наступальній операції, Любанській операції. До 5 лютого 1942 року пілоти полку виконали 974 бойових вильоти, провели 53 повітряні бої, і у противника збили 21 літак.
У лютому 1942 року полк знову відбув на переформування. Повернувся на фронт 15 травня 1942 року у складі Брянського фронту. Діяв в районі Лозова, Старий Оскол. Збито ще 37 літаків противника.
9 вересня 1942 року відбув в тил на переформування в Новосибірськ, де льотчики освоїли Як-7. І от з 15 січня 1943 року знову на фронті — у складі Воронезького фронту. Базувався на аеродромі Бутурліновка. А 15 квітня 1943 року відведений в тил на переформування.
З липня 1943 року брав участь у Курській битві. У серпні 1943 року базується південно-західніше Бєлгорода, літає в районах Харкова, Мерефи, Полтави, Богодухова. Восени 1943 року прикриває плацдарми на Дніпрі між Дніпропетровськом і Дніпродзержинськом.
У грудні 1943 року відбув з фронту, від травня 1944 базується в Кіровограді.
Бойову діяльність почав 18 липня 1944 року на 1-му Білоруському фронті, на той час переозброєний на Як-9Т. В ході Люблін-Брестської операції прикриває з повітря форсування наземними військами Західного Бугу, Вісли, прикриває Магнушевський плацдарм, бере участь у звільненні Любліна. З початку відльоту з бази в Кіровограді і до 21 серпня 1944 року збиває 38 літаків супротивника. На серпень 1944 базується на аеродромі Подлюдовка північніше Любліна.
Починаючи вереснем і завершуючи кінцем листопада 1944 року знаходився в резерві.
Піднімаючись у небо на початку Вісло-Одерської операції вже 16 січня 1945 поряд з Як-9 мав на озброєнні і Як-3. Базувався на аеродромі Шрода поблизу Познані. Від 16 квітня 1945 полк веде бойові дії в ході Берлінської операції.
Останнє завдання супровід 8 травня 1945 військових літаків з делегаціями англійська, американська, французька, маршрут аеродром Стендаль - аеродром у Берліні.
Розформований у серпні 1989. На той момент він перебував в Угорщині, були на той час у господарстві полку і МіГ-29.

## Командири полку
| Період              | Командир полку                         | Примітки                |
| ------------------- | -------------------------------------- | ----------------------- |
| 1942 — 08.09.42     | майор Баранов Степан Вікентійович      |                         |
| 09.09.42 — 15.11.42 | капітан Костюченко Михайло Ісаакович   | т.в.о.                  |
| 15.11.42 — 1943     | майор Максимов Федір Іванович          |                         |
| 03.04.43 — 05.45    | підполковник Громов Георгій Васильович | Герой Радянського Союзу |